# 히사이시 조
히사이시 조(일본어: 久石讓, ひさいし じょう, 1950년 12월 6일 ~ )는 일본의 음악가, 작곡가, 지휘자이다. 본명은 후지사와 마모루(일본어: 藤澤守, ふじさわ まもる)이다. 영화 클래식 음악을 작곡한 작곡가이자 현대 클래식 작곡가, 거장 중 한 사람이다.

## 생애
히사이시 조는 1950년 12월 6일에 일본의 나가노현에서 태어났다. 구니타치 음악대학의 학생일 때부터 모더니즘 음악가로서 명성을 쌓기 시작하였고, 1982년에는 첫 번째 앨범인 《Information》을 발매하였다. 1983년에 히사이시 조는 음반사로부터 애니메이션 감독인 미야자키 하야오의 장편 애니메이션인 바람계곡의 나우시카의 이미지 앨범의 작곡을 제안받았다. 당시 미야자키 하야오는 영화를 제작하는 동안 히사이시 조가 작곡한 곡을 듣고 크게 감동받았다고 한다. 예명인 히사이시 조는 미국의 팝 음악가인 퀸시 존스의 이름의 일본어식 발음에서 따와 만든 이름이다. 퀸시 존스의 이름의 일본어식 한자발음인 '쿠이시'(일본어: 久石, くいし)는 '히사이시'(일본어: ひさいし)로 읽을 수 있으며, '조우'(일본어: 譲, じょう)는 '존스'(영어: Jones)의 애칭이라고 한다. 그는 무대에서 필요한 이름을 쓰기 위해서 만들었다고 한다. 2002년 센과 치히로의 행방불명으로 음악상을 받았다.

## 인생의 회전목마
- 어느 여름날
- Summer
- Spring
- 또 다시
- Winter dream
- 선녀의 노래
- Madness
- 바다가 보이는 마을
- 바람이 지나가는 길

## 음악 담당

### 영화
- 웰컴 투 동막골
- 《오즈의 마법사》 (1982)
- 《바람계곡의 나우시카》 (1984)
- 《W의 비극》 (1984)
- 《천공의 성 라퓨타》 (1986)
- 《메종일각》 (1986)
- 《이웃집 토토로》 (1988)
- 《마녀 배달부 키키》 (1989)
- 《그 여름 가장 조용한 바다》 (1991)
- 《후따리》 (1991)
- 《청춘 딩가딩가딩》 (1992)
- 《붉은 돼지》 (1992)
- 《하루카, 노스탤지어》 (1993)
- 《소나티네》 (1993)
- 《키즈리턴》 (1996)
- 《모노노케 히메》 (1997)
- 《하나비》 (1998)
- 《기쿠지로의 여름》 (1999)
- 《센과 치히로의 행방불명》 (2001)
- 《브라더》 (2001)
- 《돌스》 (2002)
- 《바람의 검, 신선조》 (2003)
- 《하울의 움직이는 성》 (2004)
- 《제너럴》 (2004)
- 《남자들의 야마토》 (2005)
- 《이모의 포스트모던 라이프》 (2007)
- 《벼랑 위의 포뇨》 (2008)
- 《굿' 바이: Good & Bye》 (2008)
- 《나는 조개가 되고싶다》 (2008)
- 《악인》 (2010)
- 《동경가족》 (2013)
- 《바람이분다》 (2013)
- 《가구야 공주 이야기》 (2013)
- 《니노쿠니》 (2019)
- 《적호서생》 (2020)

### 음악을 담당한 드라마
- 태왕사신기
- 일지매

## 제공한 노래
- 동방신기 〈千年戀歌〉 (천년연가)

이 노래는 태왕사신기의 일본 방영시 주제가로 쓰였다.
- SMAP 〈We are SMAP!>